# 취춘위
취춘위(중국어: 曲春雨, 병음: Qū Chūnyǔ, 한자음: 곡춘우, 1996년 7월 20일~)는 중화인민공화국의 쇼트트랙 선수이다. 올림픽에 2번 참가하였고, 2022년 동계 올림픽 혼성 계주에서 우승한 중국 대표팀의 일원이다.